# Turismo en Baréin

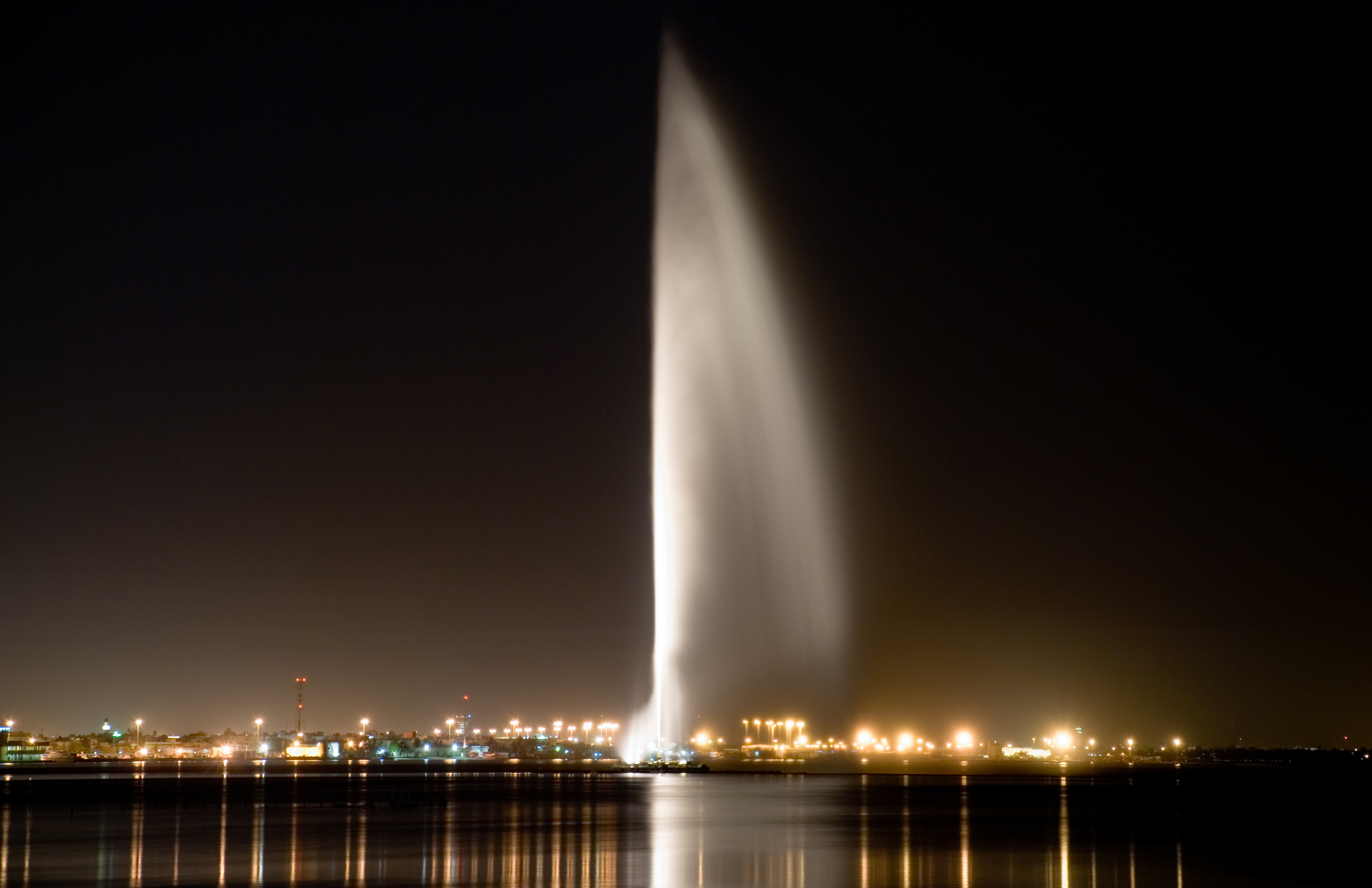
La Fuente de Baréin que tiene una longitud de 123 m.

Baréin recibe cuatro millones de turistas por año. La mayor parte de los turistas proviene de los Estados Árabes del Golfo Pérsico pero hay un número creciente de turistas de otros lugares del mundo. La guía de Lonely Planet describe a Baréin como «una excelente introducción al golfo» debido a su herencia árabe y a su reputación de país moderno y seguro.
La antigua civilización Dilmún, que fue la dominante del comercio entre Mesopotamia y la cultura del valle del Indo, tuvo su centro en Baréin. Aún quedan templos, decenas de miles de túmulos y otros rastros del asentamiento que ahora forman parte del paisaje de Baréin.
Los turistas son atraídos por Baréin por su clima, (distinto al encontrado en la experiencia promedio de Europa); sus principales atracciones son el buceo, los deportes acuáticos, la cultura local y el ambiente agradable y relajado.

## Fuertes

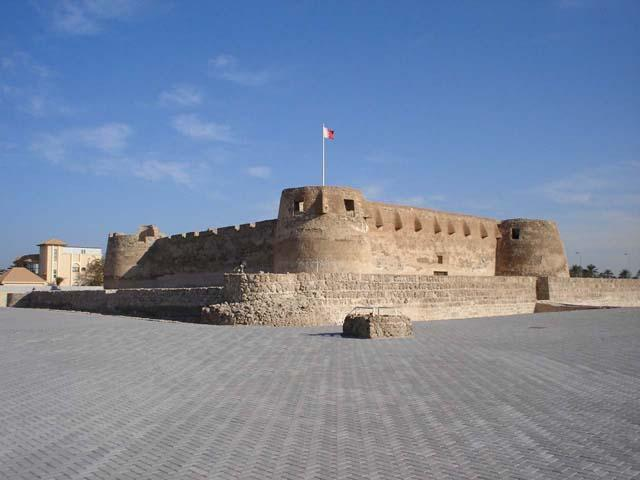
El Fuerte de Arad

La isla alberga numerosos castillos, entre los que se encuentra el Qal'at al-Bahrain, también conocido como el «fuerte portugués». Se localiza cerca de Karranah, una pequeña localidad de la costa norte de la isla de Baréin. El fuerte ha sido incluido por la UNESCO como Patrimonio de la Humanidad desde 2005. Los arqueólogos descubrieron en él seis fundaciones distintas, la más antigua de las cuales data del año 2300 a. C.
El Qal'at 'Arad está ubicado en la isla de Muharraq en la ciudad de Arad. Los árabes iniciaron su construcción a finales del siglo XVI. El puerto fue tomado por los portugueses en el año de 1559 y les perteneció hasta 1635, fecha en la que fue capturado por los omaníes.
El Sheikh Salman bin Ahmed Al Fateh se sitúa en la ciudad de Riffa. Esta fortaleza del siglo XIX fue construida por su ubicación estratégica, en un acantilado con vistas al valle de Hunanaiya.

## Islas
- Islas Al Dar
- Islas Hawar: un grupo de islas en la costa oeste de Catar en el Golfo de Baréin.
- Durrat Al Bahrain: un proyecto de ganancia de tierra, similar al de las Islas Palm de Dubái. Es un proyecto residencial de lujo que se encuentra en la región sur del país.

- Bahrain Bay es un paseo marítimo de desarrollo de inmobiliario, situado en la costa nordeste del Reino de Baréin.
- Diyar Al Muharraq.

## Museos
El Museo nacional de Baréin tiene una colección de artefactos de la historia del reino, que se remontan a los primeros habitantes de la isla, 5000 años atrás. 
La Beit Al Quran, una de las piezas más distintivas la arquitectura de la isla, es un complejo de usos múltiples donde se encuentra una rara colección de manuscritos islámicos, grabados y libros. Está localizado en Hoora, parte de la capital, Manama.
El Oil Museum está localizado cerca de la Jabal ad-Dukhan. Construido en 1992 para conmemorar el 60.º aniversario del descubrimiento del petróleo en el Golfo Pérsico. En él se exhiben fotos antiguas, equipos de perforación y un modelo de trabajo de una plataforma petrolífera.

## Museo de la Moneda
El museo de la Moneda tiene su sede en el Banco Central de Baréin, que está ubicado en la zona diplomática de Manama. La historia un país es en ocasiones mejor representada en la evolución de su moneda. Nunca fue esto tan cierto hasta que se profundiza en la historia y el dinero de Baréin, claramente demostrado en la inauguración del museo. La construcción demoró cuatro años, el museo abrió sus puertas en febrero de 1999 y ha atraído un flujo de visitantes desde entonces. 
Los visitantes son guiados a través de un recorrido multimedia de la historia de la moneda de Baréin, el cual demuestra el papel central que ha desempeñado a lo largo de la historia del Golfo Pérsico. Algunas de las monedas más raras del mundo árabe están en el museo.
Además de los billetes y monedas emitidos por el banco de Baréin, el museo tiene un puesto de exhibición permanente de los primeros billetes y monedas emitidos por los bancos centrales de todos los países del Consejo de Cooperación del Golfo.

## Desarrollos turísticos

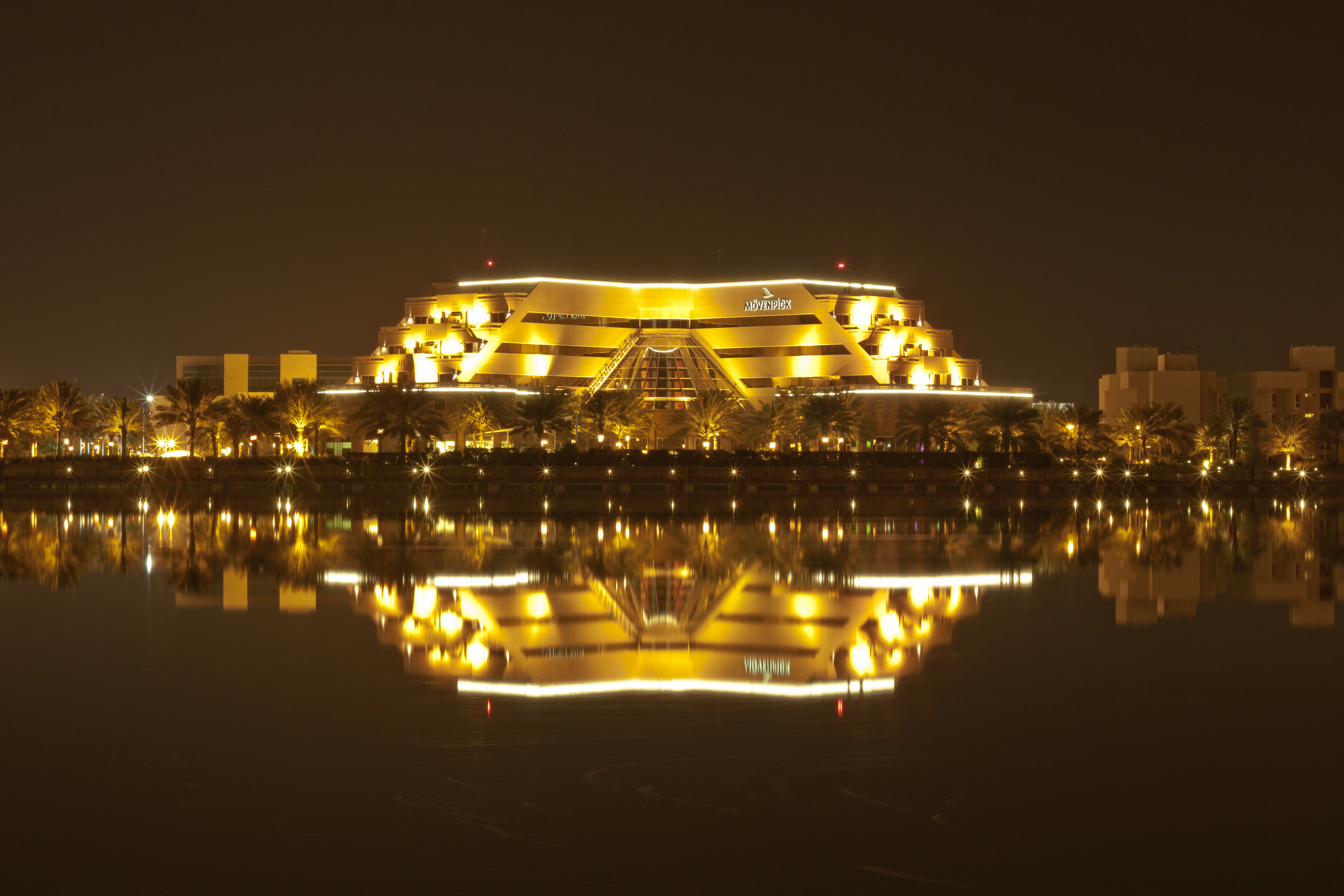
El hotel Moevenpick en Baréin.

El gobierno de Baréin ha fomentado el desarrollo del turismo y contribuido a los proyectos turísticos de gran escala. En Baréin está previsto construir resorts en Al Areen, Dannat Hawar, Durrat Al Bahrain, islas Amwaj, isla Lulu , Riffa Views, Diyar Al Muharraq y Bahrain Bay. Al Marsa, que significa ‘embarcadero’ o ‘puerto’ en árabe es una isla flotante cuya construcción tiene una inversión de 70 millones de dólares.
En 2009 la organización del Circuito Internacional de Baréin anunció una colaboración con el gobierno de Bareín para ampliar los terrenos para el próximo Gran Premio de Baréin.
El Lost Paradise of Dilmun Water Park está situado junto al Al Areen Wildlife Park dentro de la Gobernación del Sur.

### Lost Paradise of Dilmun Water Park
El Lost Paradise of Dilmun abrió sus puerts en septiembre de 2007, ubicado en 77 000 m² de desierto oasis, razón por la cual es el parque acuático independiente más grande en Medio Oriente. Cuenta con dieciocho toboganes, piscinas, fuentes y atracciones. Su temática es el patrimonio de Baréin (el imperio Dilmún). The Lost Paradise of Dilmun y el adyacente Al Areen Palace de cinco estrellas son los primeros componentes en el desarrollo de Al Areen.